# Menophra engys
Menophra engys är en fjärilsart som beskrevs av Eugen Wehrli 1939. Menophra engys ingår i släktet Menophra och familjen mätare. Inga underarter finns listade i Catalogue of Life.